# Ajn Szikak
Ajn Szikak (arab. عين شقاق) – miasto w Syrii, w muhafazie Latakia. W 2004 roku liczyło 4125 mieszkańców.